# 飯泉健司
飯泉 健司（いいいずみ けんじ、1962年- ）は、日本の国文学者、埼玉大学教授。博士（文学）(國學院大學)。東京都生まれ。

## 経歴
東京都渋谷区代々木山谷町に生まれる。1985年國學院大學文学部国文科卒、1990年同大学院博士課程後期単位取得退学。1995年立正大学文学部助手、1997年埼玉大学教育学部講師、1999年助教授、教授。埼玉大学教育学部附属幼稚園長(2020年3月まで)。
記紀、万葉、風土記を中心として古代文学を民俗学的に研究する。

## 著書
- 『播磨国風土記神話の研究 神と人の文学』おうふう 2017
- 『風土記の方法 文学の知恵』おうふう 2018
- 『王権と民の文学―記紀の論理と万葉人の生き様』(武蔵野書院、2020年10月)
- 『文学に旅する』(武蔵野書院、2021年7月)

### 共編著
- 『風土記を読む』中村啓信, 谷口雅博共編, 大島敏史 写真. おうふう, 2006
- 『風土記探訪事典』中村啓信, 谷口雅博,大島敏史共著 東京堂出版 2006